# Wladislaus (Teschen-Auschwitz)

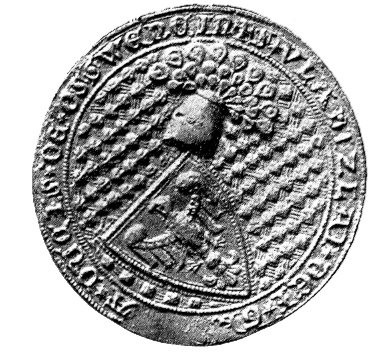
Siegel des Herzogs Wladislaus

Wladislaus von Auschwitz (auch Ladislaus von Teschen-Auschwitz; Władysław  von Auschwitz; * 1275/1280; † 1321/1322) war Herzog von Teschen und von 1314/15 bis 1321/22 Herzog von Auschwitz. Er entstammte dem Teschener Zweig der Schlesischen Piasten.

## Leben
Seine Eltern waren Herzog Mesko I. von Teschen und dessen Frau, die namentlich nicht bekannt ist. 1304/09 vermählte sich Wladislaus mit Euphrosyne († 1327), einer Tochter des Herzogs Bolesław II. von Masowien. Der Ehe entstammte
- Johann I.; ⚭ 1. mit N. N., ⚭ 2. nach 1358 Salome von Reuß († 1400)
- Anna († 1354); ⚭ mit dem ungarischen Adligen Tamás Szécsényi († 1354)

Nach dem Tod des Vaters 1314/15 erbten Wladislaus und sein jüngerer Bruder Kasimir I. das Herzogtum Teschen. Sie teilten es in der Weise, dass für Wladislaus das Gebiet von Auschwitz herausgelöst wurde und das so verkleinerte Herzogtum Teschen mit der Residenzstadt Teschen der zweitgeborene Kasimir I. erhielt. Damit war Wladislaus der erste Herzog von Auschwitz. Er starb um 1321/22; sein Leichnam wurde in der Kirche des Dominikanerklosters von Auschwitz beigesetzt.